# Snellenius bicolor
Snellenius bicolor är en stekelart som beskrevs av Roy D. Shenefelt 1968. Snellenius bicolor ingår i släktet Snellenius och familjen bracksteklar. Inga underarter finns listade i Catalogue of Life.